# Achipteria moderatior
Achipteria moderatior är en kvalsterart som beskrevs av Berlese 1923. Achipteria moderatior ingår i släktet Achipteria och familjen Achipteriidae. Inga underarter finns listade i Catalogue of Life.